# Polypropylenglycol
Polypropylenglycole (Abk. PPG) sind flüssige Polyglycole mit hoher Viskosität. Das zugehörige Monomer ist Propylenglycol, heute meist 1,2-Propandiol genannt.
Die kurzkettigen Vertreter der Stoffgruppe sind Dipropylenglycol, Tripropylenglycol und Tetrapropylenglycol.

## Darstellung und Gewinnung
Die Herstellung der Polypropylenglycole erfolgt durch eine Ringöffnungspolymerisation von Propylenoxid. Weiterhin kann es durch eine Polykondensation von 1,2-Propandiol synthetisiert werden.

## Eigenschaften
Der Flammpunkt beträgt 150–225 °C.

## Verwendung
Polypropylenglycole finden Verwendung in nicht-ionogenen Wasch- und Reinigungsmitteln, Kunstharzen, Gefrierschutzmitteln und Flotationsmitteln. Polypropylenglycole werden auch als Antischaummittel, Weichmacher und Schmiermittel eingesetzt. Sie dienen u. a. zur Herstellung von Polyurethanen, z. B. in Zweikomponenten-Klebstoffen, wo sie der Polyol-Komponente (Harz-Komponente) zugemischt sein können. Aus ihnen werden durch Veretherung mit Fettalkoholen oder Veresterung mit Fettsäuren ein weites Spektrum an Emulgatoren mit der Bezeichnung "PPG-..." hergestellt.